# Indirana beddomii
Indirana beddomii és una espècie de granota que viu als boscos dels Ghats Occidentals (Índia). En general, són detectats pels llargs salts que fan des del terra quan se'ls molesta. L'espècie deu el seu nom al naturalista Richard Henry Beddome. El nombre de poblacions de l'espècie està decreixent, però encara es troba en un risc mínim donat la seva presumible extensa distribució.